# Халифакс (окръг, Северна Каролина)
Вижте пояснителната страница за други значения на Халифакс.
Окръг Халифакс (на английски: Halifax County) е окръг в щата Северна Каролина, Съединени американски щати. Площта му е 1893 km², а населението – 53 453 души (2016). Административен център е град Халифакс.